# Barta Gábor (sportújságíró)
Barta Gábor (Budapest, 1973. október 9. –) magyar sportújságíró, rádiós műsorvezető és szerkesztő.

## Élete
17 évesen korengedménnyel végezte el 1992-ben a Komlósi Oktatási Stúdiót, ahonnan gyakornokként a barcelonai olimpiára megjelenő napilaphoz, az Olimpiai Sportrevühöz került. Az olimpia végén megszűnő lap után a Magyar Hírlapnál dolgozott egy évet, ezzel párhuzamosan pedig elvégezte a MÚOSZ újságíró-iskoláját.
1994 februárjában külsős riporterként a Magyar Rádió sportosztályán kezdett dolgozni. 1997-ben a médiatörvény adta lehetőség keretei között a TV2 munkatársa volt.
2000-ben a legtehetségesebb hazai sportriporternek választották meg, így megkapta a Németh Gyula-díjat. 2000-2005. között belsős munkatársként tevékenykedett. Ezalatt az idő alatt 3 alkalommal közvetített úszó-és vízilabda világbajnokságról, 2 alkalommal vízilabda Európa-bajnokságról, és helyszíni közvetítőként részt vett a 2004-es athéni olimpián.
Számos nemzetközi vízilabda-mérkőzést, labdarúgó-válogatott mérkőzéseket közvetített, így például a legutolsó Magyarország–Brazília-összecsapást. A Körkapcsolásban sok esetben vezető riporterként tevékenykedett. Utolsó közvetítése a Magyar Rádióban a 2005. október 9-i Bulgária–Magyarország labdarúgó-világbajnoki selejtező mérkőzés volt.
2005–2006-ban a Hír TV sportfőszerkesztője volt.

## Művei
- Tévedések vígjátékosai, avagy a Gergely-Jónyer-Klampár sztori (Gadácsi Jánossal közösen írt riportkönyv)[1][2] Kovács Rt., 1998 ISBN 9630493705
- Péter, a Belevaló[3] (Tomka Tivadarral közösen) Pallas Antikvárium, 2003 ISBN 9639504246
- Aranyút Athénba[4] (Tomka Tivadarral közösen) G-Adam kiadó, 2004 ISBN 9632171810